# Luis Enrique Rodríguez López
Luis Enrique Rodríguez López (Bogotá, Colombia, 4 de septiembre de 1960 - 5 de marzo de 2024) fue un periodista colombiano, con experiencia en radiodifusión, agencias de noticias, periódicos y revistas. Fue director adjunto del Servicio Informativo de Caracol Radio y director del programa Al Campo de la misma emisora. En 2019 recibió el Reconocimiento Clemente Manuel Zabala como Editor Ejemplar, otorgado por la Fundación Gabo. Actualmente es consultor, profesor y conferencista.

## Reseña biográfica
Es comunicador social y periodista de la Universidad de La Sabana, institución donde cursó sus estudios entre 1980 y 1985. Es especialista en radiodifusión y ha sido profesor catedrático en varias universidades colombianas.

## Trayectoria profesional
En febrero de 1985 inició su carrera profesional en la emisora Todelar Radio, donde llegó a convertirse en jefe de redacción del Noticiero Todelar de Colombia. En abril de 1993 se vinculó a la emisora Caracol Radio, del Grupo Prisa. Desde ese año se desempeñó en esa cadena radial como reportero, jefe de redacción y coordinador regional, hasta llegar a ser director adjunto del Servicio Informativo, cargo que ocupó de septiembre de 2009 a mayo del 2023, cuando obtuvo su jubilación. De 2018 a 2023 también asumió el cargo de director del programa Al Campo, especializado en temas del sector agro y campesino de Colombia.
En Caracol Radio, también fue el encargado de realizar anualmente el Sermón de las Siete Palabras, durante la programación especial de la emisora durante la Semana Santa. Por su vocación de enseñar y por ser un referente del periodismo radial colombiano, sus compañeros y alumnos le llaman “El Profe”.
Durante su carrera periodística ha cubierto y narrado acontecimientos históricos como la Toma del Palacio de Justicia o la Tragedia de Armero, entre otros.
Durante casi una década también fue profesor catedrático de la Universidad de La Sabana, en materias relacionadas con periodismo y producción radial, y profesor catedrático de la Universidad Sergio Arboleda en ámbitos similares.
Paralelamente ha desarrollado su carrera profesional como corresponsal de agencias de noticias como la DPA de Alemania o Notimex de México. También se desempeña habitualmente como conferencista y preparador de voceros y periodistas de diversas regiones de Colombia.

## Distinciones
En 2019, Luis Enrique Rodríguez recibió el Reconocimiento Clemente Manuel Zabala, que entrega el Premio Gabo, siendo la primera vez que la Fundación Gabo otorgaba esta distinción a un editor radial. El comité elector de este reconocimiento señaló que el periodista “se ha convertido en una autoridad interpretativa y narrativa en el servicio informativo de Caracol; un editor al que sus periodistas le creen, respetan y siguen”. El comité de esa edición estuvo conformado por María Teresa Ronderos, periodista de investigación; Mónica González, exdirectora del Centro de Investigación Periodística de Chile (Ciper), y Omar Rincón, periodista y académico.
Durante la ceremonia de entrega de los Premio Gabo en octubre de 2019 en Medellín, el periodista aseguró en su discurso: “Recibir el reconocimiento Clemente Manuel Zabala es una de las mayores alegrías de mi vida… Pero, señoras y señores, para mí y mi amada familia, es mucho más que un simple acto o expresión de felicidad, de contentura, como dirían los antepasados de Gabo, en las calurosas tierras del coronel Aureliano Buendía, de José Arcadio y la inigualable matrona Úrsula Iguarán… Aceptarlo es una enorme responsabilidad, que asumo con una inmensa gratitud y el compromiso de proseguir en esta tarea con el mismo ahínco, rectitud, serenidad, decencia, humildad, pulcritud y respeto por el oficio… y por nuestra compañía, por nuestros compañeros, por nuestra familia, por nuestro país”.
Desde 2015, en el marco del Premio Gabo, la Fundación Gabo entrega un reconocimiento anual a un editor colombiano que sea ejemplar como periodista y formador.
Posteriormente, en 2022, recibió el Premio Fasecolda, de la Federación de Aseguradores Colombianos, en la categoría 'Radio', por su trabajo “Están creciendo los seguros en el sector agropecuario: Fasecolda”, una entrevista que fue transmitida en el programa Al Campo, de Caracol Radio. Según la Federación, “el jurado destacó la caracterización que el periodista elaboró sobre el campesinado de Colombia y cómo se ha visto afectado por el invierno. A partir de ahí, y en entrevista a Miguel Gómez, presidente de Fasecolda, logra desarrollar los temas de forma clara, sencilla e interesante para el oyente”.
A su vez, en noviembre de 2023, la Universidad de La Sabana, a través de la Facultad de Comunicación, hizo un reconocimiento a Luis Enrique Rodríguez “por su destacada trayectoria profesional y su vivencia de los principios y valores institucionales”. Durante la reunión anual de egresados, recibió una placa conmemorativa de la mano de Manuel Ignacio González, decano de la Facultad.